# Романова, Елена Борисовна
Елена Борисовна Романова (11 июня 1944 года, Москва — 7 сентября 2014 года, Москва) — советский и российский художник-монументалист, лауреат премии Ленинского комсомола (1978),  Заслуженный художник РСФСР (1988), член Союза художников СССР (1971).

## Биография
Родилась в интеллигентной московской семье. Отец — Борис Николаевич Романов, физик-ядерщик, работал с академиком И.В. Курчатовым, мать — Татьяна Александровна Романова много лет проработала в обществе «Знание» в Политехническом музее. Дедушка – Николай Ильич Романов, известный искусствовед, директор Государственного музея изящных искусств.
Немаловажно, что к моим художественным наклонностям было обращено внимание семьи. 
 Дед мой, Николай Ильич Романов, был профессором искусствоведения. В его комнате висели репродукции картин любимого Ботичелли, гравюры и офорты Нивинского, Кустодиева, Остроумовой-Лебедевой, многие были с дарственными надписями авторов... Первые шаги в искусстве были сделаны в атмосфере заинтересованности, внимания и одобрения со стороны взрослых.
  — вспоминала Елена.
Рисовать начала с трёх лет. С 1953 года училась в Московской художественной школе в Лаврушинском переулке. В 1969 году окончила факультет монументальной живописи МГАХИ им. В.И. Сурикова. Дипломную работу «Русская мать» защитила с отличием (руководитель Клавдия Тутеволь). Своими учителями считала Евгения Кибрика, Таира Салахова, Алексея Грицая.
В 1965—1968 годах — участница Всесоюзных молодёжных выставок. В 1971 стала членом Союза художников СССР.
В 1972 и 1976 годах за свои работы «Автопортрет в красном свитере» (1972), «Председатель колхоза» (1972), «Cемья Шукшиных» (1976) была награждена дипломами I степени Академии художеств.
В 1975 году Романова стала лауреатом премии Московского комсомола за создание портретов современников, а в 1978 году — лауреатом премии Ленинского комсомола «за картины последних лет».
В 1976 и 1982 годах участвовала в Венецианских биеннале, позднее в Выставке советских художников 80-х годов, проходившей в музеях США (города Колумбус, Чикаго, Сан-Франциско, Нью-Йорк).
В апреле 1987 года в Москве была открыта первая персональная выставка живописных работ и рисунков Елены Романовой.
В 1988 году получила звание Заслуженного художника России.
Работала в станковой живописи в жанре композиции, сюжетной картины, портрета, натюрморта. Работала над серией графических работ, посвященных труженикам Таджикистана, а также в составе группы художников на Байкале и в Болгарии. Широкую известность Романовой принесли портреты, созданные в фольклорно-этнографической художественной традиции.
В разные годы ею были написаны портреты выдающихся деятелей отечественной культуры и искусства и членов их семей: Аллы Пугачёвой и Кристины Орбакайте (1977), Глеба Панфилова и Инны Чуриковой (1978), Валерия Золотухина, Саввы Ямщикова с дочерью Марфой, Гелия Коржева, Василия Шукшина, его жены Лидии и их дочерей (1976). В 1978 году Елена Романова приехала в Сростки, чтобы создать портрет М.С. Шукшиной, матери Шукшина. Тогда же, по просьбе Марии Сергеевны, она написала работу «Вася с детками», оставив надпись: «На добрую память Марии Сергеевне Шукшиной от автора. 1978 г.». Известен также её портрет Федерико Феллини.
Выставлялась в 32 странах мира.
Параллельно с творчеством занималась увековечиванием памяти своего деда, Николая Ильича Романова: установила памятник на его могиле на Донском кладбище, открытие которого состоялось совместно с Ириной Антоновой; разобрала и передала его личный архив в Государственный музей изобразительных искусств имени А. С. Пушкина.
Скончалась в Москве в 2014 году.

## Художественное наследие
Работы Елены Романовой представлены во многих музеях России, в том числе в Третьяковской галерее, Русском музее, Костромском государственном историко-архитектурном и художественном музее-заповеднике, Пермской государственная художественная галерея, Таганрогском художественном музее. А также за рубежом, в Днепропетровском художественном музее, национальных галереях Братиславы, Софии, в галереях Thomas Gallery (Мюнхен), Valentin Gallery (Штутгарт), Levy Gallery и Henry Nannen (Гамбург), Rauma Reppolla (Финляндия) и в частных коллекциях Швеции, Германии, Франции, Испании, США и Японии.
В Москве, по адресу Измайловское шоссе, 6 на пристройке к жилому дому, где в советское время работал магазин экспериментальной фабрики одежды «Женская мода», с 1982 года размещается мозаичное панно «Женщины и мода» работы Елены Романовой. Композиция показывает эволюцию женского костюма.